# Bertrab Nunatak
Bertrab Nunatak är en nunatak i Antarktis. Den ligger i Östantarktis. Argentina och Storbritannien gör anspråk på området. Toppen på Bertrab Nunatak är 69 meter över havet.
Terrängen runt Bertrab Nunatak är platt åt nordväst, men åt sydost är den kuperad. Trakten är glest befolkad. Närmaste befolkade plats är Belgrano II, 1,9 kilometer norr om Bertrab Nunatak.